# Champions Cup and the Evert Cup 1993
Il Champions Cup and the Evert Cup 1993, conosciuto anche come Newsweek Champions Cup and the and the Matrix Essentials Evert Cup 1993 per ragioni di sponsorizzazione, è stato un torneo di tennis giocato sul cemento. È stata la 20ª edizione del Torneo di Indian Wells, che fa parte della categoria ATP Super 9 nell'ambito dell'ATP Tour 1993, e della Tier II nell'ambito del WTA Tour 1993. Sia il torneo maschile che quello femminile si sono giocati nell'impianto per il tennis del Grand Champions Hotel di Indian Wells, in California, dall'1 al 7 marzo 1993.

## Campioni

### Singolare maschile
Jim Courier ha battuto in finale  Wayne Ferreira con il punteggio di 6–3, 6–3, 6–1

### Singolare femminile
Mary Joe Fernández ha battuto in finale  Amanda Coetzer con il punteggio di 3–6, 6–1, 7–6(6)

### Doppio maschile
Guy Forget /  Henri Leconte hanno battuto in finale  Boris Becker /  Eric Jelen con il punteggio di 5–7, 7–6, 7–5

### Doppio femminile
Rennae Stubbs /  Helena Suková hanno battuto in finale  Ann Grossman /  Patricia Hy con il punteggio di 6–3, 6–4